# Підберезівська сільська рада
Підбере́зівська сільська́ ра́да — адміністративно-територіальна одиниця та орган місцевого самоврядування в Горохівському районі Волинської області. Адміністративний центр — село Підбереззя.

## Загальні відомості
- Територія ради: 22,7 км²
- Населення ради: 1020 осіб (станом на 2001 рік). Кількість дворів — 351.

## Населені пункти
Сільській раді підпорядковані населені пункти:
- с. Підбереззя

## Населення
Згідно з переписом УРСР 1989 року чисельність наявного населення сільської ради становила 1840 осіб, з яких 892 чоловіки та 948 жінок.
За переписом населення України 2001 року в сільській раді мешкало 1017 осіб.

### Мова
Розподіл населення за рідною мовою за даними перепису 2001 року:
| Мова       | Відсоток |
| ---------- | -------- |
| українська | 99,22 %  |
| російська  | 0,29 %   |
| білоруська | 0,10 %   |
| інші       | 0,39 %   |

## Господарська діяльність
В Підбереззівській сільській раді працює 1 школа: середня, будинок культури, бібліотека, музей, 1 дитячий садок, 1 медичний заклад, 1 відділення зв'язку, 1 АТС на 100 номерів, 6 торговельних закладів.
На території ради розташована Анно-Зачатіївська церква (17 ст.).
По території ради проходять Т 0302 і О030207.

## Склад ради
Рада складається з 12 депутатів та голови.
- Голова ради: Коритко Віктор Дмитрович
- Секретар ради:

### Керівний склад попередніх скликань
| Прізвище, ім'я, по батькові | Основні відомості                                                                                | Дата обрання | Дата звільнення |
| --------------------------- | ------------------------------------------------------------------------------------------------ | ------------ | --------------- |
| Єлов Микола Андрійович      | Сільський голова, 1949 року народження, безпартійний                                             | 26.03.2006   | 31.10.2010      |
| Базюк Олександр Сергійович  | Сільський голова, 1962 року народження, освіта вища                                              | 31.10.2010   | 25.10.2015      |
| Коритко Віктор Дмитрович    | Сільський голова, 1961 року народження, освіта професійно-технічна, член Аграрної партії України | 25.10.2015   |                 |

Примітка: таблиця складена за даними сайту Верховної Ради України та ЦВК

### Депутати VII скликання
За результатами місцевих виборів 2015 року депутатами ради стали:

#### За суб'єктами висування
| Суб'єкт висування      | Кількість обраних депутатів | %     |
| ---------------------- | --------------------------- | ----- |
| Аграрна партія України | 9                           | 75.00 |
| Самовисування          | 3                           | 25.00 |

#### За округами
| № округу | Прізвище, ім'я, по батькові   | Ким висунуто           | Дата нар.  | Освіта              | Партійна приналежність | Відомості                                |
| -------- | ----------------------------- | ---------------------- | ---------- | ------------------- | ---------------------- | ---------------------------------------- |
| 1        | Нечипорук Валерій Васильович  | Аграрна партія України | 15.02.1972 | вища                | безпартійний           | СФГ «Захід», керівник                    |
| 2        | Новосад Галина Іванівна       | Аграрна партія України | 29.04.1960 | професійно-технічна | безпартійна            | Підберезівська сільська рада, секретар   |
| 3        | Неділько Ігор Анатолійович    | Аграрна партія України | 23.08.1988 | професійно-технічна | безпартійний           | Горохівська ЦБС, завгосп                 |
| 4        | Ревага Василь Петрович        | Аграрна партія України | 26.02.1977 | вища                | безпартійний           | Парафія с. Підбереззя, настоятель церкви |
| 5        | Ліщук Тетяна Євгенівна        | Самовисування          | 20.12.1977 | загальна середня    | безпартійна            | Не працює                                |
| 6        | Костюк Віта Євгенівна         | Аграрна партія України | 15.06.1985 | професійно-технічна | безпартійна            | ФАП с. Бубнів, фельдшер                  |
| 7        | Цвіль Олег Дмитрович          | Аграрна партія України | 29.08.1973 | вища                | безпартійний           | Магазин, приватний підприємець           |
| 8        | Чорнопас Лариса Василівна     | Аграрна партія України | 23.09.1976 | професійно-технічна | безпартійна            | Не працює                                |
| 9        | Денисюк Тамара Миколаївна     | Аграрна партія України | 03.05.1971 | професійно-технічна | безпартійна            | Не працює                                |
| 10       | Красовська Людмила Миколаївна | Самовисування          | 13.12.1968 | професійно-технічна | безпартійна            | ФГ «Віладіна», обліковець                |
| 11       | Шевчук Тетяна Михайлівна      | Самовисування          | 25.11.1969 | професійно-технічна | безпартійна            | Сільська рада, соціальний працівник      |
| 12       | Маковський Микола Васильович  | Аграрна партія України | 02.04.1972 | професійно-технічна | безпартійний           | Підберезівська ЗОШ, оператор котельні    |